# Rue François-Joseph Navez
Pour les articles homonymes, voir François, Joseph et Navez.
La rue François-Joseph Navez (en néerlandais : François-Joseph Navezstraat) est une rue bruxelloise située sur la commune de Schaerbeek et de Bruxelles-ville qui va de la place du Pavillon au boulevard Lambermont en passant par la rue James Watt, la rue Joseph Jacquet, la rue Stephenson, la rue d'Anethan et la rue Capronnier.

## Description
Le début de la rue et tout le côté impair est sur la commune de Schaerbeek (1 à 181 et 2 à 54), mais la fin du côté pair est sur Bruxelles-ville (60 à 118).

## Histoire
Cette rue porte le nom d'un peintre belge, François-Joseph Navez, né à Charleroi en 1787 et décédé à Bruxelles en 1869.
Depuis 2010, les vestiges de l'Hôtel Aubecq, conçu par Victor Horta, sont entreposés dans un hangar situé dans cette rue, bâtiment qui se révèle vétuste en 2016.

## Adresses notables
à Bruxelles-ville :

- nos 78-86 : Rauwers Controle

à Schaerbeek :

- no 28 : Le Navez
- no 43 : Maison de quartier (habitat passif)[3]
- no 165 : Hôtel La Potinière